# Yolet
Yolet est une commune française située dans le département du Cantal, en région Auvergne-Rhône-Alpes.

## Géographie

### Localisation
Yolet est située à l'est d'Aurillac et est traversée par la route nationale 122 en direction de Vic-sur-Cère et de Clermont-Ferrand.
La commune fait partie du canton de Vic-sur-Cère depuis 2015.
Les communes limitrophes sont Giou-de-Mamou, Polminhac, Saint-Étienne-de-Carlat et Vézac.
|               |       | Polminhac               |
| Giou-de-Mamou | Yolet |                         |
|               | Vézac | Saint-Étienne-de-Carlat |

### Géologie et relief
Le territoire de la commune se trouve sur le fond de la vallée glaciaire de la Cère avec ses formes caractéristiques : le profil longitudinal est caractérisé par une plaine subhorizontale dont la platitude trouve son explication dans les dépôts morainiques abandonnés par les glaciers du Quaternaire. Le profil transversal est en auge, avec des replats latéraux et des vallées suspendues parallèles ou perpendiculaires à la vallée principale. Le glacier würmien de la Cère butait sur le butoir cristallin du puy de Caillac (surplombant Vézac). Il atteignait une puissance[Quoi ?] de près de cent mètres et a déposé en se retirant des moraines frontales de retrait. La moraine de Louradoue forme un arc de cercle dominant de 25 m la dépression pré-morainique de Yolet ; à l'aval, elle s'étale sur 1,5 km de longueur depuis le hameau de Carnéjac jusqu'au moulin de la Roquette. Cet amphithéâtre pré-morainique, envahi par des prés marécageux à fond plat, est le théâtre régulier d'inondations accentuées par l'« effet digue » provoqué par les routes et les trois « chaussées » aménagées dans la rivière (genres de digues qui servaient à retenir l'eau pour irriguer les prés).

### Climat
Pour des articles plus généraux, voir Climat d'Auvergne-Rhône-Alpes et Climat du Cantal.
En 2010, le climat de la commune est de type climat des marges montargnardes, selon une étude du CNRS s'appuyant sur une série de données couvrant la période 1971-2000. En 2020, Météo-France publie une typologie des climats de la France métropolitaine dans laquelle la commune est exposée à un climat de montagne ou de marges de montagne et est dans la région climatique Ouest et nord-ouest du Massif Central, caractérisée par une pluviométrie annuelle de 900 à 1 500 mm, maximale en automne et en hiver.
Pour la période 1971-2000, la température annuelle moyenne est de 10,1 °C, avec une amplitude thermique annuelle de 15,6 °C. Le cumul annuel moyen de précipitations est de 1 352 mm, avec 12,7 jours de précipitations en janvier et 8,2 jours en juillet. Pour la période 1991-2020, la température moyenne annuelle observée sur la station météorologique de Météo-France la plus proche, sur la commune d'Aurillac à 7 km à vol d'oiseau, est de 10,5 °C et le cumul annuel moyen de précipitations est de 1 134,7 mm,. Pour l'avenir, les paramètres climatiques de la commune estimés pour 2050 selon différents scénarios d'émission de gaz à effet de serre sont consultables sur un site dédié publié par Météo-France en novembre 2022.

## Urbanisme

### Typologie
Au 1er janvier 2024, Yolet est catégorisée commune rurale à habitat dispersé, selon la nouvelle grille communale de densité à 7 niveaux définie par l'Insee en 2022.
Elle est située hors unité urbaine. Par ailleurs la commune fait partie de l'aire d'attraction d'Aurillac, dont elle est une commune de la couronne,. Cette aire, qui regroupe 85 communes, est catégorisée dans les aires de 50 000 à moins de 200 000 habitants,.

### Occupation des sols
L'occupation des sols de la commune, telle qu'elle ressort de la base de données européenne d’occupation biophysique des sols Corine Land Cover (CLC), est marquée par l'importance des territoires agricoles (90,5 % en 2018), en augmentation par rapport à 1990 (89,6 %). La répartition détaillée en 2018 est la suivante : 
zones agricoles hétérogènes (48,2 %), prairies (42,2 %), zones urbanisées (4,8 %), forêts (4,7 %). L'évolution de l’occupation des sols de la commune et de ses infrastructures peut être observée sur les différentes représentations cartographiques du territoire : la carte de Cassini (XVIIIe siècle), la carte d'état-major (1820-1866) et les cartes ou photos aériennes de l'IGN pour la période actuelle (1950 à aujourd'hui).

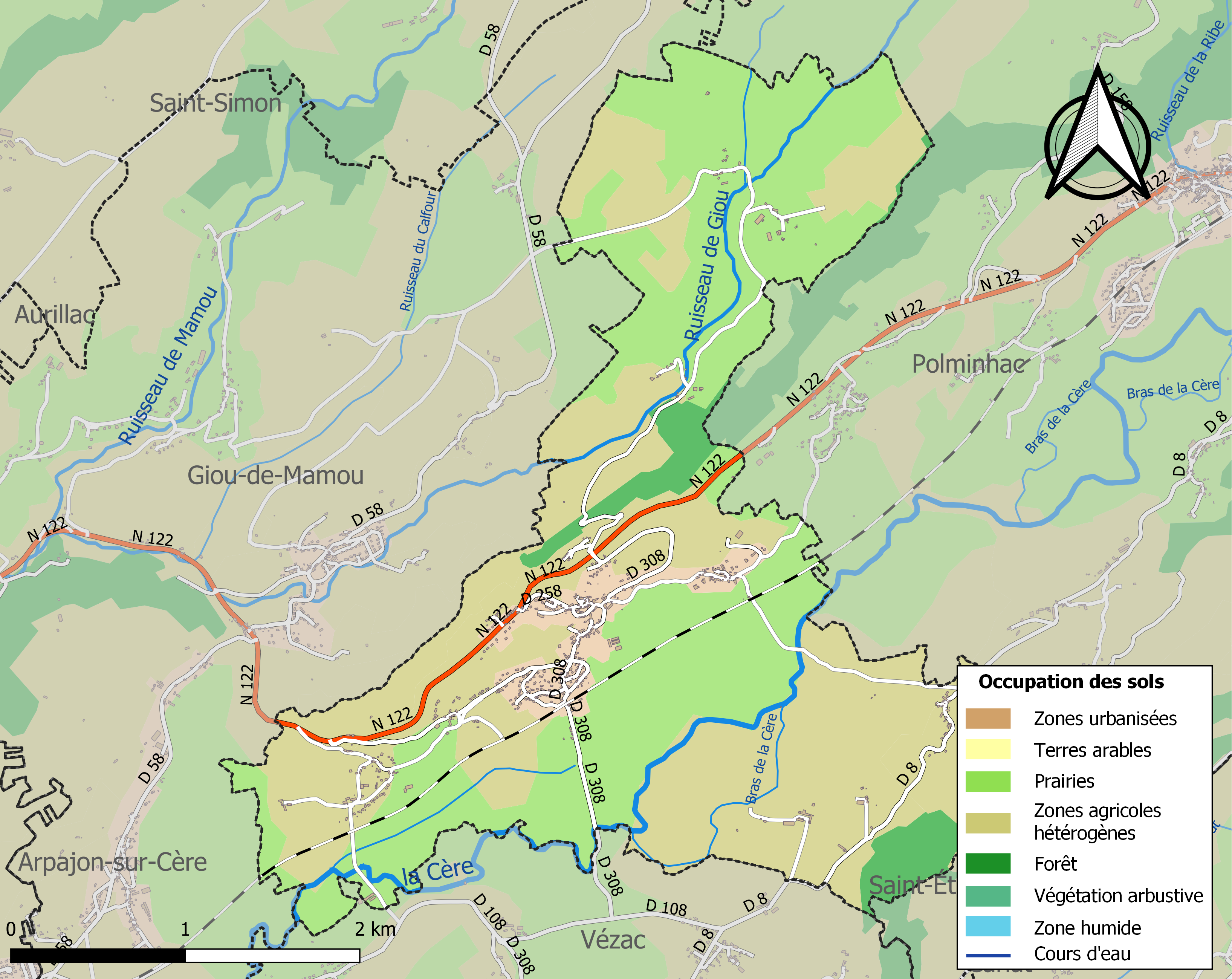
Carte des infrastructures et de l'occupation des sols de la commune en 2018 (CLC).

### Lieux-dits, hameaux et écarts
- Le Bourg,
- Falguières, hameau sur le ruisseau de Giou,
- Gare de Yolet,
- Lalo, hameau,
- Maison-Blanche, hameau
- Rocquecelier,
- Sémilhac, village.

### Habitat et logement
En 2018, le nombre total de logements dans la commune était de 302, alors qu'il était de 288 en 2013 et de 296 en 2008.
Parmi ces logements, 81,6 % étaient des résidences principales, 8 % des résidences secondaires et 10,4 % des logements vacants. Ces logements étaient pour 95,9 % d'entre eux des maisons individuelles et pour 3,8 % des appartements.
Le tableau ci-dessous présente la typologie des logements à Yolet en 2018 en comparaison avec celle du Cantal et de la France entière. Une caractéristique marquante du parc de logements est ainsi une proportion de résidences secondaires et logements occasionnels (8 %) inférieure à celle du département (20,4 %) mais supérieure à celle de la France entière (9,7 %). Concernant le statut d'occupation de ces logements, 84,2 % des habitants de la commune sont propriétaires de leur logement (81,5 % en 2013), contre 70,4 % pour le Cantal et 57,5 pour la France entière.
| Typologie                                               | Yolet | Cantal | France entière |
| ------------------------------------------------------- | ----- | ------ | -------------- |
| Résidences principales (en %)                           | 81,6  | 67,7   | 82,1           |
| Résidences secondaires et logements occasionnels (en %) | 8     | 20,4   | 9,7            |
| Logements vacants (en %)                                | 10,4  | 11,9   | 8,2            |

## Politique et administration
| Période                                  | Période   | Identité      | Étiquette | Qualité  |
| ---------------------------------------- | --------- | ------------- | --------- | -------- |
| Les données manquantes sont à compléter. |           |               |           |          |
|                                          |           |               |           |          |
| mars 2001                                | mars 2014 | Michel Lours  |           |          |
| mars 2014                                | 2020      | Guy Delpuech  | SE        | Retraité |
| 2020                                     | En cours  | Louis Esteves |           |          |

## Démographie
L'évolution du nombre d'habitants est connue à travers les recensements de la population effectués dans la commune depuis 1793. Pour les communes de moins de 10 000 habitants, une enquête de recensement portant sur toute la population est réalisée tous les cinq ans, les populations de référence des années intermédiaires étant quant à elles estimées par interpolation ou extrapolation. Pour la commune, le premier recensement exhaustif entrant dans le cadre du nouveau dispositif a été réalisé en 2006.

En 2022, la commune comptait 595 habitants, en évolution de +7,21 % par rapport à 2016 (Cantal : −1,08 %, France hors Mayotte : +2,11 %).
| 1793 | 1800 | 1806 | 1821 | 1831 | 1836 | 1841 | 1846 | 1851 |
| ---- | ---- | ---- | ---- | ---- | ---- | ---- | ---- | ---- |
| 710  | 574  | 590  | 660  | 601  | 611  | 653  | 634  | 619  |

| 1856 | 1861 | 1866 | 1872 | 1876 | 1881 | 1886 | 1891 | 1896 |
| ---- | ---- | ---- | ---- | ---- | ---- | ---- | ---- | ---- |
| 610  | 605  | 595  | 572  | 581  | 562  | 608  | 607  | 587  |

| 1901 | 1906 | 1911 | 1921 | 1926 | 1931 | 1936 | 1946 | 1954 |
| ---- | ---- | ---- | ---- | ---- | ---- | ---- | ---- | ---- |
| 530  | 513  | 537  | 504  | 416  | 424  | 428  | 408  | 452  |

| 1962 | 1968 | 1975 | 1982 | 1990 | 1999 | 2006 | 2011 | 2016 |
| ---- | ---- | ---- | ---- | ---- | ---- | ---- | ---- | ---- |
| 440  | 420  | 383  | 381  | 459  | 488  | 577  | 561  | 555  |

| 2021 | 2022 | - | - | - | - | - | - | - |
| ---- | ---- | - | - | - | - | - | - | - |
| 580  | 595  | - | - | - | - | - | - | - |

## Culture locale et patrimoine

### Lieux et monuments
- Église Saint-Pierre de Yolet des XIVe et XVe siècles, inscrite au titre des monuments historiques en 1992[19].
- La ferme Varet.
- Le château de Yolet, vestiges sur une motte dans la plaine.
- Le château de Boudieu.
- Le château du Doux et la chapelle du Doux, inscrits au titre des monuments historiques le 21 août 1992[20], la chapelle étant la sépulture du duc Louis-Félix de La Salle de Rochemaure (1856-1915)[21].

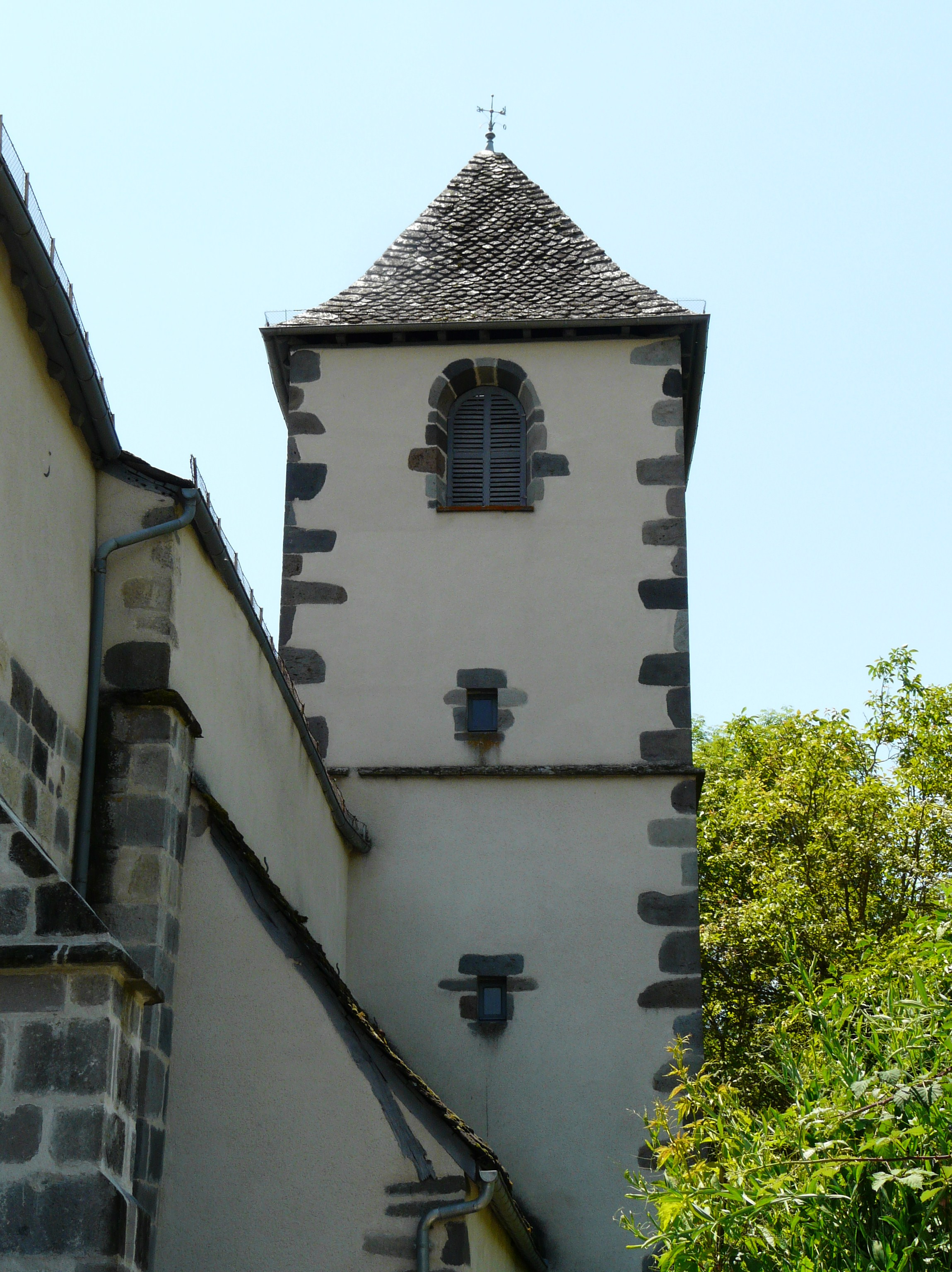
Le clocher de l'église.
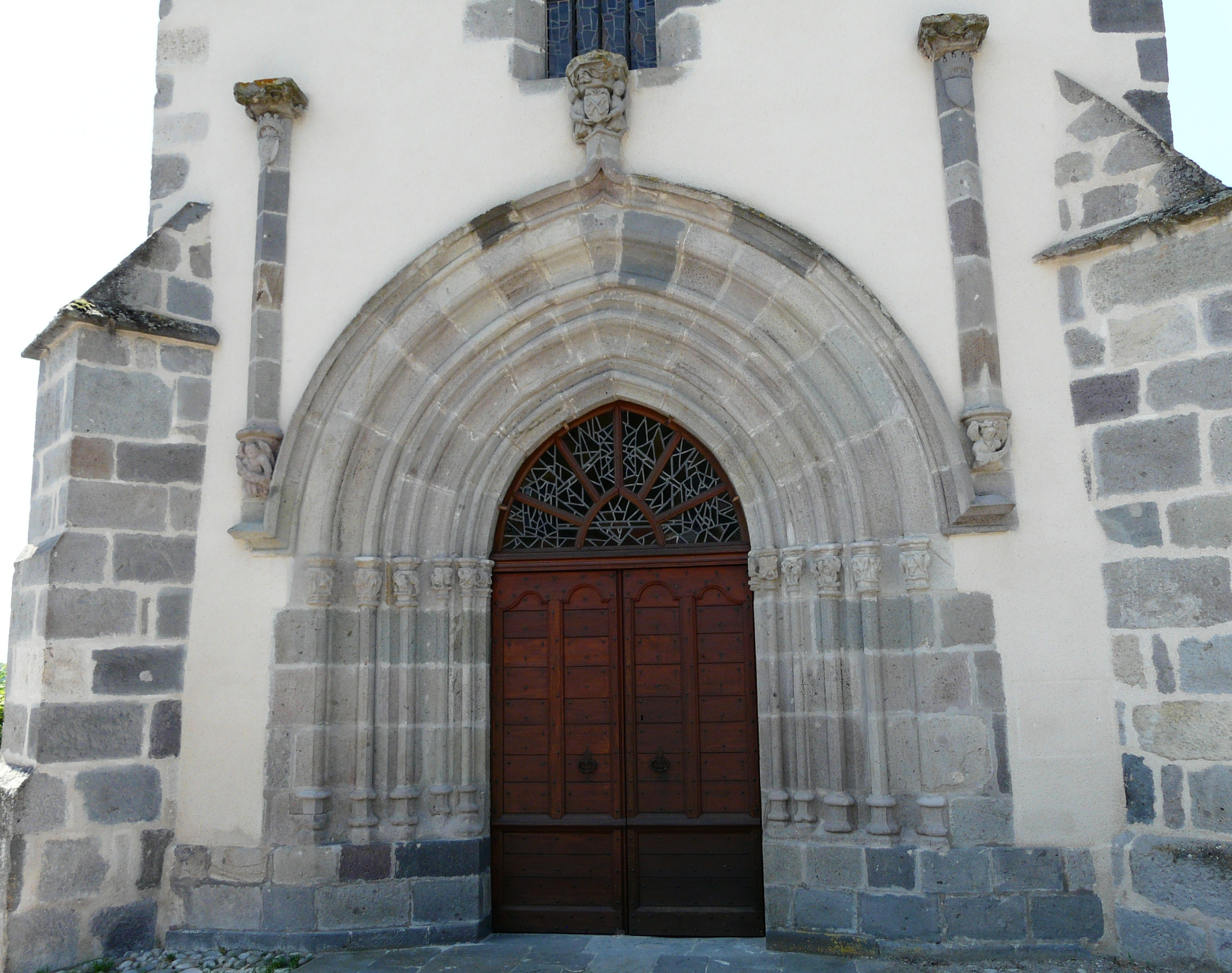
Son portail.

### Personnalités liées à la commune
- Jean-Baptiste Carrier (1756-1794), né à Yolet, homme politique. Son nom reste associé aux massacres, fusillades et noyades de Nantes qu'il ordonna entre décembre 1793 et février 1794.
- Jean de Roquetaillade (1310-1365), né à Yolet (ou Marcolès), théologien, prophète, polémiste et alchimiste.